# Edward Everett Eslick

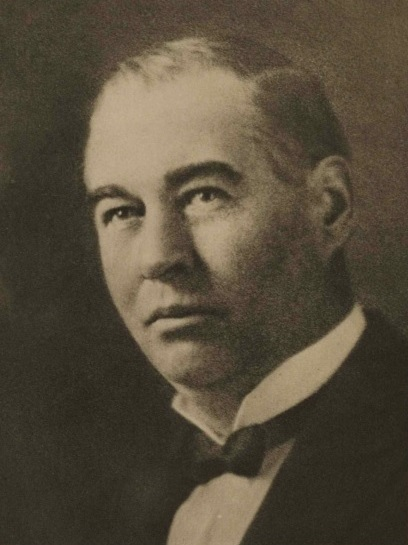
Edward Everett Eslick

Edward Everett Eslick (* 19. April 1872 bei Pulaski, Tennessee; † 14. Juni 1932 in Washington, D.C.) war ein US-amerikanischer Politiker. Zwischen 1925 und 1932 vertrat er den Bundesstaat Tennessee im US-Repräsentantenhaus.

## Leben
Edward Eslick besuchte die öffentlichen Schulen seiner Heimat und das Bethel College in Russellville (Kentucky). Nach einem anschließenden Jurastudium und seiner im Jahr 1893 erfolgten Zulassung als Rechtsanwalt begann er in Pulaski in seinem neuen Beruf zu arbeiten. Außerdem wurde er im Bankgewerbe und in der Landwirtschaft tätig. Während des Ersten Weltkrieges gehörte er einer Anhörungskommission im Giles County an.
Politisch war Eslick Mitglied der Demokratischen Partei. Bei den Kongresswahlen des Jahres 1924 wurde er im siebten Wahlbezirk von Tennessee in das US-Repräsentantenhaus in Washington, D.C. gewählt, wo er am 4. März 1925 die Nachfolge von William Charles Salmon antrat. Nach drei Wiederwahlen konnte er bis zu seinem Tod am 14. Juni 1932 im Kongress verbleiben. Er starb während einer Rede im Kapitol. Bei der notwendig gewordenen Nachwahl wurde dann seine Ehefrau Willa zu seiner Nachfolgerin gewählt.